# Submerged Turret Loading
Le système de chargement Submerged Turret Loading (STL) est un système de chargement en mer destiné à tranférer le pétrole d'une plate-forme pétrolière (Unité flottante de production, de stockage et de déchargement) vers « pétrolier navette » (shuttle tanker), présenté en 1994. 

## Caractéristiques
Ce système consiste en :
- une bouée sous-marine en forme de cône, à flottabilité variable, reliée à un système d'ancrage au fond de la mer ;
- un pipeline flexible passant au travers de la bouée dans un joint tournant et se terminant au-dessus de la bouée par un système de connexion.

Le pétrolier équipé d'un système de positionnement dynamique vient se placer à la verticale de la bouée dont le relevage est alors télécommandé. La bouée s'introduit dans une tourelle en forme de cône située à la base du shuttle tanker. Après vérification, la tête de chargement du flexible est connectée de façon automatique au système de connexion à largage rapide du navire.
Du fait de la position de la tourelle en avant du milieu du navire, celui-ci s'oriente librement dans le vent.
Le système STL est utilisé dans les conditions météo les plus extrêmes, comme celles que l'on trouve en Europe du Nord-Ouest.
Il n'utilise pas le chargement par l'avant du shuttle tanker.